# Ouseret
Ousert ou Ouseret est une déesse de la mythologie égyptienne dite « la Puissance » ou « le Sceptre ». Son culte est centré sur Thèbes. 

## Mythologie
Tout comme Amemet, elle est une épouse d'Amon et a été remplacée par Mout, dont les plus anciennes traces datent de la deuxième moitié de la XIIe dynastie, bien qu'il soit possible que Mout soit simplement un nom ultérieur pour Ouseret.

## Représentation
Lorsqu'elle est représentée, ce qui reste rare, elle porte une haute couronne surmontée d'un sceptre, le hiéroglyphe lié à son nom, sur la tête et des armes comme des lances ou un arc et des flèches.

## Culte et hommages
Aucun temple qui lui soit consacré n'a été, à ce jour, identifié. En revanche, un bateau lui était dédié lors de la fête des morts (heb nefer en inet) et de la fête d'Opet.
Le nom des rois Sésostris est la forme grecque de Sénousert, « Celui de la déesse Ousert ». À la même période, d'autres grands personnages de l'état comme le vizir Senwosret-Ankh ont également incorporé le nom de cette déesse.
À la suite de l'expédition de la sonde Rosetta sur la comète Tchouri, une des régions situées sur la tête de ce corps céleste a été baptisé en l'honneur de la déesse.

## Autre transcription connues
- Ouaset, la déesse éponyme de la ville de Thèbes, la ville du sceptre[4].
- Wosret, nom donné à l'une des régions de la comète Tchouri.